# Lazar z Betánie
Svatý Lazar z Betánie, bratr Marie a Marty, byl podle Jan 11, 1-44 (Kral, ČEP) přítelem Ježíše Krista. 
Bible a výtvarné umění z jeho života připomínají tři události: první je radostná, je to Kristova návštěva v Lazarově domě, spojená s hostinou. Druhá je smutná, ale spojená se zázrakem. Lazar onemocněl, zemřel a byl v Betánii pohřben. Když se čtyři dny po smrti k jeho hrobu dostavil Ježíš, zázračně ho vzkřísil z mrtvých. 
Pozdější tradice přidává další legendární epizody: Lazar je označen za žebráka nebo za biskupa. Jako biskup je spojován s biskupstvím v Larnace na Kypru a Provensálským biskupstvím v Marseille. 
Pravoslavní (východní církve) i katolíci (západní církev) jej ctí jako svatého.

## Návštěva v Lazarově domě
Scéna bývá 'hostinou, kde sourozenci Marta, Marie a Lazar sedí u stolu, vítají nebo obsluhují svého přítele Ježíše Krista. Další osoby se k této události mohou sbíhat. Například
- Hostina v domě Lazarově za přítomnosti mnoha obyvatel Betánie, freska Jana Kubena v refektáři Klementina v Praze.

## Vzkříšení Lazara
V kompozici Janova evangelia představuje scéna vzkříšení Lazara vrcholný bod Ježíšova pozemského působení těsně před jeho zatčením a popravou a má čtenáře připravit na vlastní Kristovo zmrtvýchvstání. Ježíš před zázrakem vysvětluje Lazarově sestře Martě: „Já jsem vzkříšení a život. Kdo věří ve mne, i kdyby umřel, bude žít. A každý, kdo žije a věří ve mne, neumře navěky.“ Jan 11, 25 (Kral, ČEP)
Svatý Lazar je proto spojován s nemocí a uzdravením (byly po něm často pojmenovávány špitály). Z jeho jména je pro nemocnice etymologicky odvozen název lazaretu.

### Vyobrazení
Scéna Vzkříšení Lazara: Lazar v otevřené rakvi proti Kristovi sedí jako mumie nebo zčásti ovázán plátěnými pruhy sedí, probouzí se nebo vstává z hrobu, či (vzácně) již vychází z hrobové jeskyně:
- Lazar v hrobě sedící pozdvihuje paže na znamení svého obživnutí, románský reliéf, 12. století, Lapidárium Národního muzea Praha;
- malba v Tokali Kilise, Göreme, Turecko
- oltářní obraz v kostele Nejsvětější Trojice, Kuks

## Kněžská služba
- scéna Poslední zaopatření postižených morem, kdy Lazar jako první biskup z Larnaky v oděvu biskupa s jeho úředními insigniemi navštěvuje špitál, například: Palermo, Capella palatina; Bari - Gravina, krypta San Vito Vecchio;
- Lazar jako biskup, středověk: Kostel sv. Lazara v Betánii; 18. století: Kaple svatého Lazara, Nová Bystrica (Slovensko)

## Žebrák
- Lazar jako žebrák, například:
  - románský tympanon kostela v Arles
  - románský reliéf na portálu chrámu opatství ve Vézelay

## Patrocinium
- nemocných morem, malomocných
- žebráků
- řezníků
- zemřelých
- měst Marseille, Autun, Avallon, Andlau - (Alsasko), Urbino
- kostelů, například kaple sv. Lazara v Praze, zbořená roku 1900)
- kapliček, například kaple sv. Lazara z Betanie, obnovena v roku 2015 v Nové Bystrici (hlavním celebrantem byl kardinál Dominik Duka, arcibiskup pražský)

## Lazarova hrobka

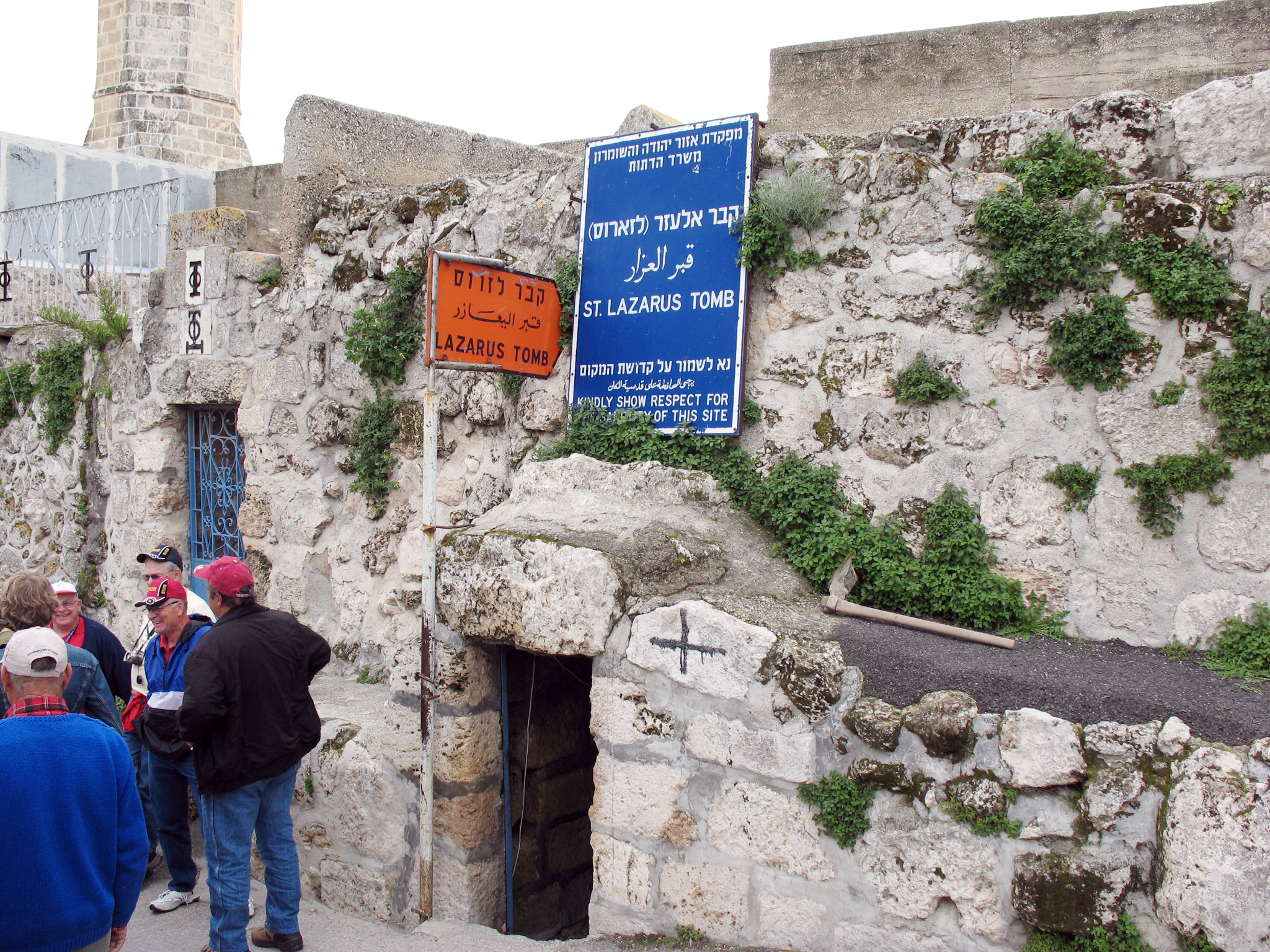
Lazarova hrobka v Betánii

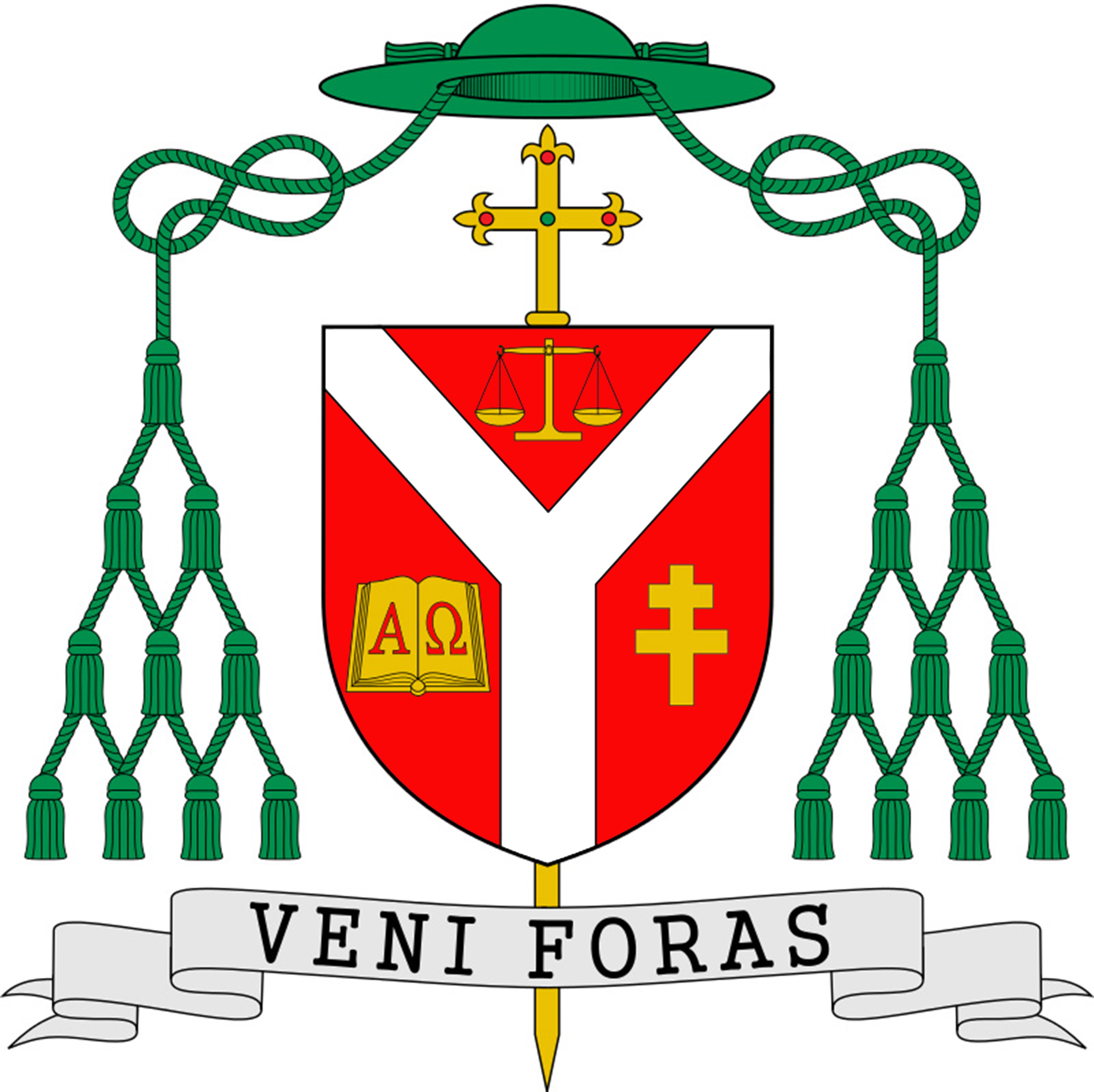
Znak biskupa Mons. Michela, primase lotrinského, s heslem odkazujícím na Jn 11,43: Lazare, pojď ven (vstaň z hrobu)

První Lazarova hrobka, kde došlo ke vzkříšení, se nachází v al-Eizariya na Západním břehu Jordánu. Její existenci a úctu k ní dokládají dva spolehlivé prameny  již ve 4. století při ní byl postaven kostel. Píší o něm Eusebios z Kaisareie ve svém onomastikonu (před 330) a Burgundský poutník v itineráři své cesty. V roce 390 se zmínil o Lazarově kostele zvaném Lazarium další očitý svědek, svatý Jeroným. Totéž potvrdil ještě poutník Egeria, asi v roce 410. Proto se předpokládá, že kostel byl postaven mezi léty 333–390. V dnešních zahradách byl zdokumentovány zbytky mozaikové podlahy z kostela ze 4. století. Lazarium bylo zničeno zemětřesením v 6. století a bylo nahrazeno větším kostelem. 

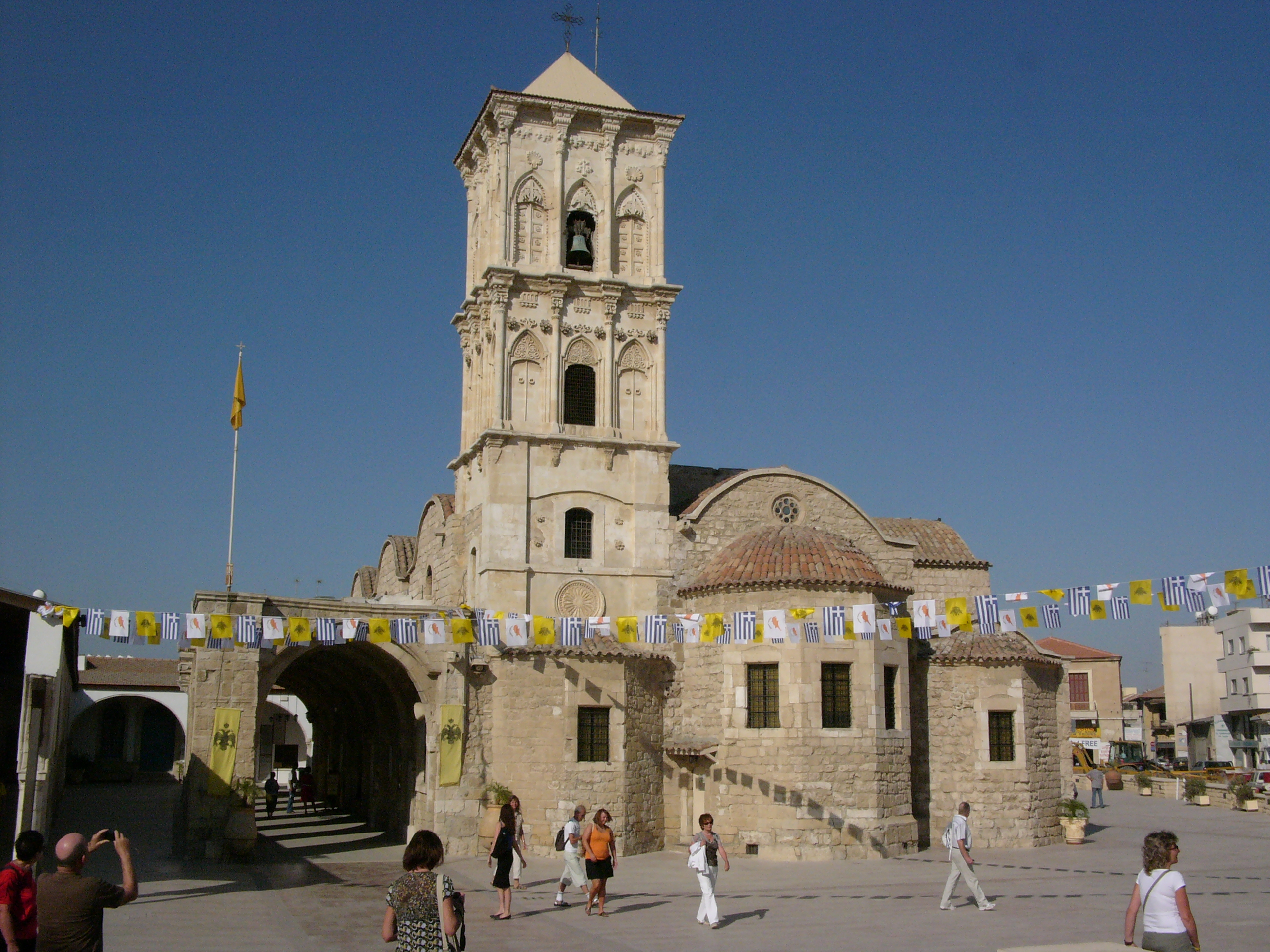
Kostel sv. Lazara v Larnace

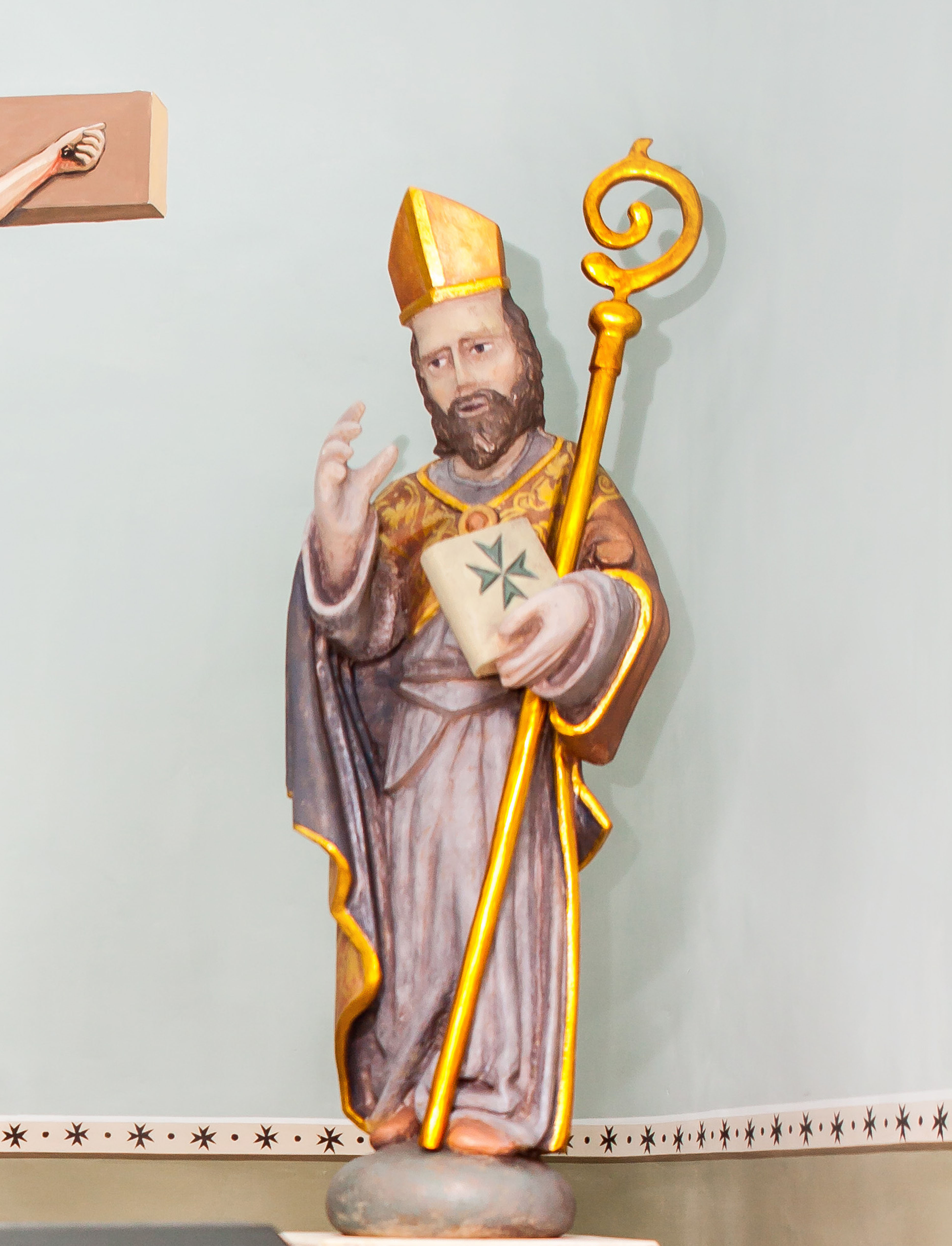
Lazar jako biskup - kaple sv. Lazara, Nová Bystrica

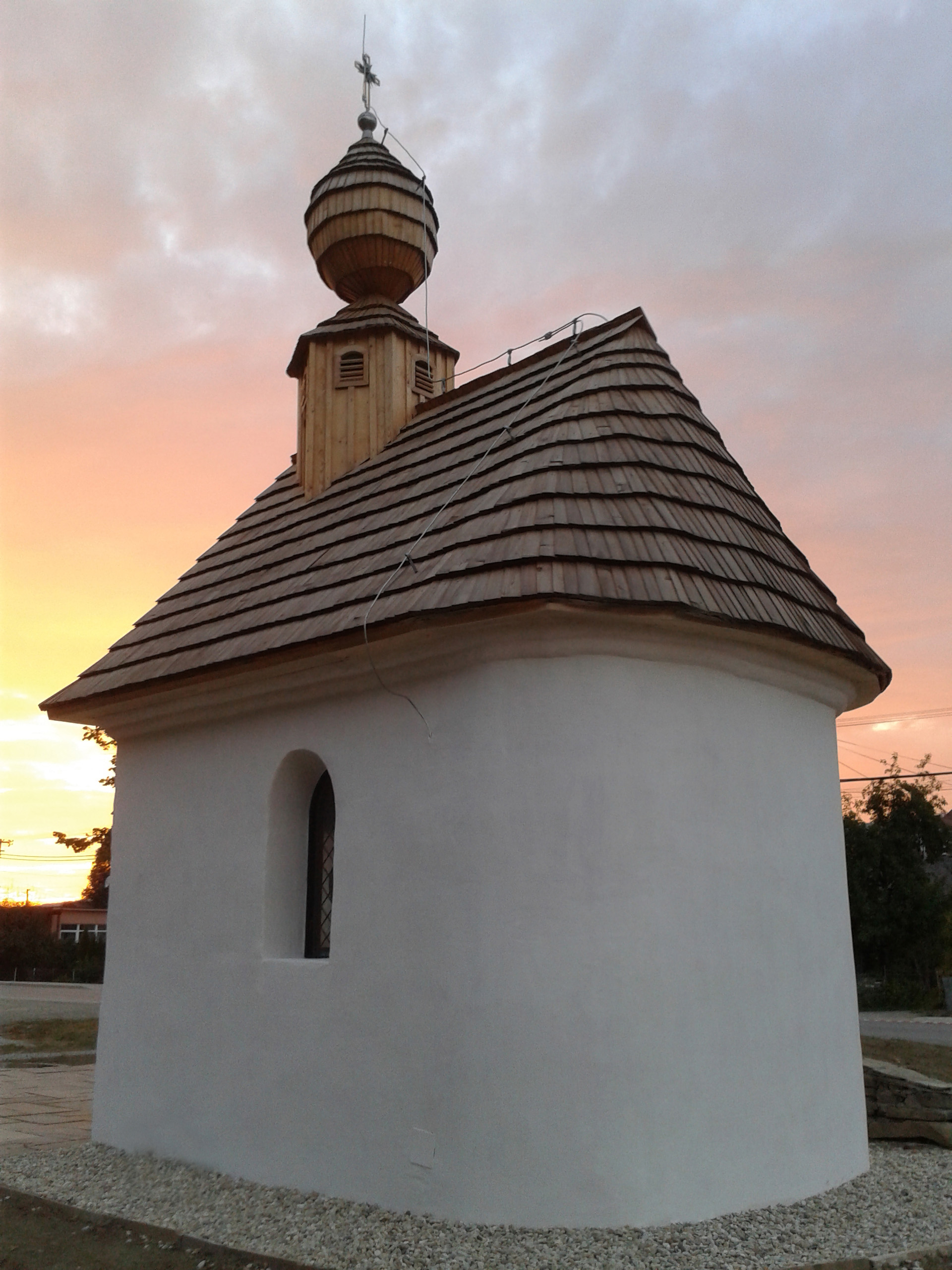
Kaple sv. Lazara, Nová Bystrica

Tento kostel přežil neporušený až do křižácké éry. K žádné jiné lokalitě se tak staré prameny nevztahují. Věřící několika církví tento prázdný hrob dosud uctívají a postupně při něm dali postavit tři kostely a  klášter sv. Marty a Marie. 
Druhá - domněle Lazarova - hrobka byla uctívána údajně[zdroj?] v Larnace a kostel svatého Lazara nad ní postaven. Odtamtud byla údajně převezena do Konstantinopole. Po roce 1204 byla vypleněna křižáky a ostatky přeneseny do Marseille, kde se za neznámých okolností ztratily. Roku 1972 byly v kostele svatého Lazara v Larnace nalezeny zbytky ostatků, které nebyly přesunuty do Konstantinopole. 
Dodnes je Lazarův hrob uctíván především v Betánii, také  v kostele sv. Lazara v Larnace.

## Řád svatého Lazara

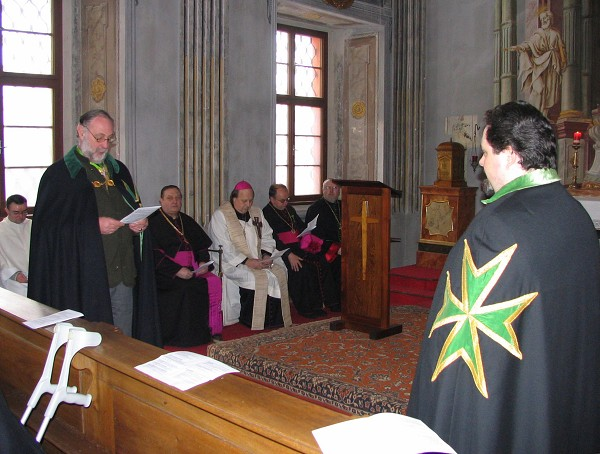
Lazariáni (velmistr Dobrzenský a Šantin, kaple svatého Vavřince, Litoměřice, 2005)

Vojenský a špitální řád sv. Lazara Jeruzalémského (lazariáni, lazarité) byl založen jako jedna z nejstarších charitativních organizací na světě. Trvání původního řádu po roce 1830 a tedy i kontinuita stávající organizace nejsou bezvýhradně akceptovány. Současný řád je ekumenicky zaměřený a sdružuje křesťany všech vyznání, nicméně existuje několik větví řádu.